# Spermacoce stenophylla
Spermacoce stenophylla är en måreväxtart som beskrevs av Ferdinand von Mueller. Spermacoce stenophylla ingår i släktet Spermacoce och familjen måreväxter. Inga underarter finns listade i Catalogue of Life.